# Leonid Bulachowskyj

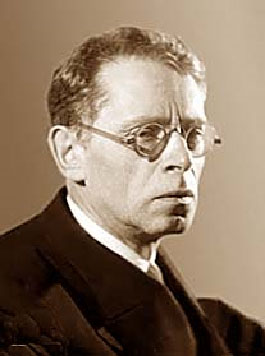
Leonid Bulachowskyj 1961

Leonid Arsenijowytsch Bulachowskyj (urspr. Leizer Aronowitsch, * 2. Märzjul. / 14. März 1888greg. in Charkow, Gouvernement Charkow, Russisches Kaiserreich; † 4. April 1961 in Kiew, Ukrainische SSR) war ein ukrainisch-sowjetischer Linguist und Philologe.

## Leben
Leonid Bulachowskyj kam als Sohn eines Mechanikermeisters in Charkow zur Welt. Dort besuchte er bis 1926 die 3. Charkower Schule und studierte anschließend bis 1910 an der historisch-philologischen Fakultät der Universität Charkow. Von 1917 bis 1921 war er Professor an der Universität in Perm, daran anschließend von 1921 bis 1942 an der Universität Charkow. Zwischen 1944 und 1960 war er Professor und Leiter der Abteilung für Slawische Philologie an der Universität Kiew, und von 1944 bis zu seinem Tod leitete er das Institut für Linguistik benannt nach O.O. Potebnja in Kiew.
1939 wurde Bulachowskyj Mitglied der Ukrainischen Akademie der Wissenschaften, und 1946 wurde er zum korrespondierenden Mitglied der Akademie der Wissenschaften der UdSSR gewählt.
Er schrieb über 400 wissenschaftliche Arbeiten über russische und ukrainische Linguistik und Slawistik.
Bulachowskyj starb 72-jährig in Kiew und wurde dort auf dem Baikowe-Friedhof beerdigt.

## Ehrungen
- Leninorden[1]
- 1944 Orden des Roten Banners der Arbeit[1]
- 1941 Verdienter Wissenschaftler der USSR[3]
- 1959 Leninpreis[1]
- 1965 wurde ihm zu Ehren eine Straße in Kiew nach ihm benannt[5]

## Werke (Auswahl)
- Russkij literaturnyj jazyk pervoj poloviny XIX [devjatnadcatogo] veka; Bulachovsʹkyj, Leonid A.. - Leipzig : Zentralantiquariat der Dt. Demokrat. Republik, 1976, Fotomechan. Neudr. d. Orig.-Ausg. 1954
- Istoričeskij kommentarij k russkomu literaturnomu jazyku; Bulachovsʹkyj, Leonid A.. - Leipzig : Zentralantiquariat der Dt. Demokrat. Republik, 1974, 5., dop. i pererabot. izd., Fotomechan. Neudr. d. Orig.-Ausg. 1958.

Quelle: DNB 118857789